# 正暦
正暦（、旧字体：正曆）は、日本の元号の一つ。永祚の後、長徳の前。990年から995年までの期間を指す。この時代の天皇は一条天皇。

## 改元
- 永祚2年11月7日（ユリウス暦990年11月26日） 改元
- 正暦6年2月22日（ユリウス暦995年3月25日） 長徳に改元

## 正暦期におきた出来事
- 正暦元年 - 4年
  - 藤原道隆が摂政・関白職を歴任。
- 正暦元年（990年）
  - 藤原兼家の孫・定子が入内し、宮廷女流文学が盛んになる契機を作った。
- 正暦2年（991年）
  - 一条天皇が皇太后・詮子に東三条院の号を宣下。初の女院号。
  - 出家していた円融上皇が没。
- 正暦4年（993年）
  - 8月、疱瘡流行。租庸調を免除する。
- 正暦5年（994年）
  - 4月、疱瘡京中に流行する。路頭に病者・死者多く、その収容を考える。
- 落雷により、金剛峯寺が炎上。

## 西暦との対照表
※は小の月を示す。
| 正暦元年（庚寅） | 一月※    | 二月※ | 三月    | 四月※ | 五月※ | 六月  | 七月※ | 八月  | 九月  | 十月※ | 十一月  | 十二月  |          |
| ---------------- | -------- | ----- | ------- | ----- | ----- | ----- | ----- | ----- | ----- | ----- | ------- | ------- | -------- |
| ユリウス暦       | 990/1/30 | 2/28  | 3/29    | 4/28  | 5/27  | 6/25  | 7/25  | 8/23  | 9/22  | 10/22 | 11/20   | 12/20   |          |
| 正暦二年（辛卯） | 一月     | 二月※ | 閏二月※ | 三月  | 四月※ | 五月※ | 六月  | 七月※ | 八月  | 九月※ | 十月    | 十一月  | 十二月   |
| ユリウス暦       | 991/1/19 | 2/18  | 3/19    | 4/17  | 5/17  | 6/15  | 7/14  | 8/13  | 9/11  | 10/11 | 11/9    | 12/9    | 992/1/8  |
| 正暦三年（壬辰） | 一月※    | 二月  | 三月※   | 四月  | 五月※ | 六月※ | 七月  | 八月※ | 九月  | 十月※ | 十一月  | 十二月  |          |
| ユリウス暦       | 992/2/7  | 3/7   | 4/6     | 5/5   | 6/4   | 7/3   | 8/1   | 8/31  | 9/29  | 10/29 | 11/27   | 12/27   |          |
| 正暦四年（癸巳） | 一月※    | 二月  | 三月    | 四月※ | 五月  | 六月※ | 七月※ | 八月  | 九月※ | 十月  | 閏十月※ | 十一月  | 十二月※  |
| ユリウス暦       | 993/1/26 | 2/24  | 3/26    | 4/25  | 5/24  | 6/23  | 7/22  | 8/20  | 9/19  | 10/18 | 11/17   | 12/16   | 994/1/15 |
| 正暦五年（甲午） | 一月     | 二月  | 三月※   | 四月  | 五月※ | 六月  | 七月※ | 八月  | 九月※ | 十月  | 十一月※ | 十二月  |          |
| ユリウス暦       | 994/2/13 | 3/15  | 4/14    | 5/13  | 6/12  | 7/11  | 8/10  | 9/8   | 10/8  | 11/6  | 12/6    | 995/1/4 |          |
| 正暦六年（乙未） | 一月※    | 二月  | 三月    | 四月※ | 五月  | 六月※ | 七月  | 八月※ | 九月  | 十月※ | 十一月  | 十二月※ |          |
| ユリウス暦       | 995/2/3  | 3/4   | 4/3     | 5/3   | 6/1   | 7/1   | 7/30  | 8/29  | 9/27  | 10/27 | 11/25   | 12/25   |          |